# Cantonul Nemours
Cantonul Nemours este un canton din arondismentul Fontainebleau, departamentul Seine-et-Marne, regiunea Île-de-France , Franța.

## Comune
- Bagneaux-sur-Loing : 1 595 locuitori
- Bourron-Marlotte : 2 737 locuitori
- Châtenoy : 134 locuitori
- Chevrainvilliers : 226 locuitori
- Darvault : 778 locuitori
- Faÿ-lès-Nemours : 430 locuitori
- Garentreville : 79 locuitori
- La Genevraye : 579 locuitori
- Grez-sur-Loing : 1 277 locuitori
- Montcourt-Fromonville : 2 231 locuitori
- Nanteau-sur-Lunain : 485 locuitori
- Nemours : 12 898 locuitori (reședință)
- Nonville : 558 locuitori
- Ormesson : 238 locuitori
- Poligny : 813 locuitori
- Saint-Pierre-lès-Nemours : 5 815 locuitori
- Treuzy-Levelay : 431 locuitori